# Спостерігач Землі
"Спостерігач Землі" (рос. “Наблюдатель Земли”, англ. “EarthScope”) – геофізичний проєкт відстеження руху і деформацій земної кори в першу чергу під США та Аляскою. “Спостерігач Землі” інтеґрує дані декількох геофізичних проєктів: на “шкалі розломів” використовуються дані Глибинної обсерваторії розлому Сан-Андреас (шахта глибиною 4 км в горах поблизу Сан-Франсіско, строк побудови – 2007 р.), на “шкалі тектонічної платформи” – дані Обсерваторії по вивченню границь літосфери (включає 1 тис приладів супутникової системи GPS, які охоплять країну у вигляді гігантської ґратки від Тихого океану до Скелястих гір, від Аляски до Мексики, без Канади і будуть вимірювати рух літосферних плит Землі, а також 175 приладів в зонах розломів і магматичних камер – для вимірювання напруг в земній корі), на шкалі материкового рівня буде підключено проєкт “Мережа США”, яка включає дві мобільних і одну стаціонарну підсистеми сейсмореєструючих установок. 
Результатом проєкту “Спостерігач Землі” буде багатопланова інформація по землетрусах і вулканічній діяльності, дані про природні ресурси країни. 